# 彭樹君
彭樹君（1964年—），台灣作家，出生於桃園，成長於台北，東吳大學中國文學系畢業。曾任職《自由時報》副刊、《皇冠雜誌》與《美麗佳人雜誌》編輯，1996年受邀回到《自由時報》開創「花編心聞」（後更名為「花編副刊」）版，為台灣首見以大眾輕文學為主題的副刊版面，成為許多當代文字與圖像創作者開始第一個專欄的搖籃，並因此興起圖文創作的風潮。
文筆清麗優美，作品以女性自覺、心靈療癒為主題，除了撰寫散文小說之外也協助多部電影戲劇作品改寫影視小說，1999年開始以筆名「朵朵」在《自由時報》副刊撰寫專欄「朵朵小語」，由皇冠文化集結成冊發行，前後橫跨二十多年，出版近三十集，且仍在繼續出版新作。目前專事寫作，於《皇冠雜誌》與天下遠見出版旗下的fiftyplus頻道書寫專欄。並開設朵朵寫作坊，將人生與心靈以書寫串連，分享並擴大文字的療癒力。

## 作品

### 原創小說
- 《薔薇歲月》（台北：希代，1988）
- 《給愛麗絲》（台北：希代，1988）
- 《蝴蝶日記》（台北：希代，1988）收錄教育部文藝創作獎同名作品
- 《巫婆的女兒》（台北：皇冠，1990）
- 《花雨淋溼了我的影子》（台北：希代，1991）
- 《惡女告白》（台北：皇冠，1996）
- 《不良天使在戀愛》（台北：皇冠，1996）
- 《愛情糖果屋》（台北：方智，1999）
- 《惡女修道院》（台北：圓神，2000）
- 《心裡有個蝴蝶結》（台北：大田,2004）
- 《男歡女愛》（台北：大田，2011）
- 《從今以後一個人住》（台北：皇冠，2020）

̇

### 圖文小說
- 《天使愛聽催眠曲》（台北：皇冠,2001）（可樂王/插畫）

̇

### 影視小說
- 《莎莎與嘉嘉站起來》（台北：皇冠，1991）
- 《只要為你活一天》（台北：皇冠，1993）
- 《鬼丈夫》（台北：皇冠，1993）
- 《飲食男女》（台北：皇冠，1994）

̇

### 散文
- 《水雲間》（台北：漢藝色研，1989）
- 《愛情創世紀》（台北：漢藝色研，1991）
- 《想戀愛的女人請舉手》（台北：皇冠，2002）
- 《剛剛好的幸福》（台北：大田，2009）
- 《花開的好日子》（台北：皇冠，2016）
- 《再愛的人也是別人》（台北：皇冠，2019）
- 《終於來到不必討人喜歡的時候》【人生之秋三部曲一】（台北：皇冠，2023）
- 《終於來到懶得自尋煩惱的時候》【人生之秋三部曲二】（台北：皇冠，2025）

### 靜心寫作書
- 《相信今天會有好事發生：書寫中的心想事成》（台北：皇冠，2021）

### ̇當代人物採訪集
- 《生命轉折處》（台北：皇冠，1995）

### 朵朵小語系列
- 《朵朵小語》（台北：大田，2000）（萬歲少女/插畫）
- 《朵朵小語2》（台北：大田，2000）（萬歲少女/插畫）
- 《朵朵小語︰飛翔的心靈》（台北：大田，2001）（萬歲少女/插畫）
- 《朵朵小語︰輕盈的生活》（台北：大田，2002）（萬歲少女/插畫）
- 《朵朵小語︰優美的眷戀》（台北：大田，2003）（萬歲少女/插畫）
- 《朵朵小語︰悠然的時光》（台北：大田，2004）（萬歲少女/插畫）
- 《朵朵小語︰繽紛的寂靜》（台北：大田，2005）（萬歲少女/插畫）
- 《朵朵小語︰溫柔的訊息》（台北：大田，2006）（萬歲少女/插畫）
- 《朵朵小語︰快樂的魔法》（台北：大田，2006）（萬歲少女/插畫）
- 《朵朵小語︰甜美的放鬆》（台北：大田，2007）（萬歲少女/插畫）
- 《朵朵小語︰花開的時刻》（台北：大田，2008）（萬歲少女/插畫）
- 《朵朵小語︰寧靜的況味》（台北：大田，2009）（萬歲少女/插畫）
- 《朵朵小語︰安歇的水邊》（台北：大田，2010）（萬歲少女/插畫）
- 《朵朵小語︰天天小幸福》（台北：大田，2011）（黃仁益/攝影）
- 《朵朵小語︰微笑日日》（台北：大田，2011）（黃仁益/攝影）
- 《朵朵小語︰這個世界愛著你》（台北：皇冠，2014）
- 《朵朵小語︰你就是美麗的小宇宙》（台北：皇冠，2014）
- 《朵朵小語︰你笑了，花開了》（台北：皇冠，2015）（南君/插畫）
- 《一個人的快樂，兩個人的幸福：朵朵愛情小語》（台北：皇冠，2016）（南君/插畫）
- 《世界不完美，就唱歌吧：朵朵快樂小語》（台北：皇冠，2016）（南君/插畫）
- 《朵朵小語：在心裡留一個地方愛自己》（台北：皇冠，2017）
- 《朵朵靜心小語 ：一個人的寧靜與甜美》（台北：皇冠，2017）
- 《朵朵解憂小語：從今以後，要讓自己好好的》（台北：皇冠，2018）
- 《朵朵小語：好喜歡這樣的自己》（台北：皇冠，2018）
- 《朵朵小語：現在的你，就是剛剛好的自己》（台北：皇冠，2019）
- 《日日朵朵》（台北：皇冠，2019）
- 《朵朵相遇小語：每一個別人，都照見了自己》（台北：皇冠，2020）
- 《日日朵朵愛之花》（台北：皇冠，2021）
- 《朵朵自在小語：開成自己喜愛的花》（台北：皇冠，2022）
- 《朵朵小語：讓自己豁然開朗的100則提醒》【朵朵小語25週年紀念作】（台北：皇冠，2024）

̇